# Aurea Cruz
Aurea Cruz est une joueuse portoricaine de volley-ball née le 10 janvier 1982 à Bayamón. Elle mesure 1,82 m et joue au poste de réceptionneuse-attaquante. Elle totalise 141 sélections en équipe de Porto-Rico.

## Clubs
| Club                      | De        | À         |
| ------------------------- | --------- | --------- |
| Llaneras de Toa Baja      | 1998-1999 | 1998-1999 |
| University of Florida     | 1999-2000 | 2004-2005 |
| Airone Tortolì            | 2005-2006 | 2005-2006 |
| Jogging Volley Altamura   | 2006-2007 | 2006-2007 |
| Icaro Alarò               | 2007-2008 | 2007-2008 |
| Hyundai Suwon             | 2008-2009 | 2008-2009 |
| Llaneras de Toa Baja      | 2009-2009 | 2009-2009 |
| Villa Cortese             | 2009-2010 | 2011-2012 |
| Rabita Bakou              | 2012-2013 | 2014-2015 |
| AGIL Volley               | 2015-2016 | 2015-2016 |
| Pallavolo Scandicci       | 2016-2017 | 2016-2017 |
| Sarıyer Belediyesi        | jan 2018  | mai 2018  |
| Cuneo GV                  | 2018-2019 | 2018-2019 |
| VolAlto Caserta           | 2019-2020 | 2019-2020 |
| Amazonas de Trujillo Alto | jan 2020  | …         |

## Palmarès

### Équipe nationale
- Championnat d'Amérique du Nord
  - Finaliste: 2009.
- Jeux d'Amérique centrale et des Caraïbes
  - Finaliste: 2010, 2014.
- Coupe panaméricaine
  - Finaliste : 2016.

### Clubs
- Coupe d'Italie
  - Vainqueur : 2010, 2011.
- Championnat du monde des clubs
  - Finaliste : 2012.
- Ligue des champions
  - Finaliste : 2013.
- Championnat d'Azerbaïdjan
  - Vainqueur : 2013, 2014, 2015.
- Supercoupe d'Italie
  - Finaliste : 2015.

### Distinctions individuelles
- Championnat d'Amérique du Nord de volley-ball féminin 2005: Meilleure réceptionneuse.
- Coupe panaméricaine de volley-ball féminin 2006: Meilleure marqueuse.
- Volley-ball féminin aux Jeux d'Amérique centrale et des Caraïbes 2006: Meilleure marqueuse et meilleure réceptionneuse.
- Championnat d'Amérique du Nord de volley-ball féminin 2007: Meilleure serveuse.
- Volley-ball féminin aux Jeux panaméricains de 2007: Meilleur réceptionneuse.
- Coupe panaméricaine de volley-ball féminin 2009: Meilleure marqueuse.
- Championnat d'Amérique du Nord de volley-ball féminin 2009: Meilleur marqueuse.
- Volley-ball féminin aux Jeux d'Amérique centrale et des Caraïbes 2010: Meilleure attaquante.
- Championnat d'Amérique du Nord de volley-ball féminin 2013: Meilleure réceptionneuse-attaquante.
- Volley-ball féminin aux Jeux d'Amérique centrale et des Caraïbes 2014: Meilleure réceptionneuse-attaquante[4].